# Коссман, Пауль Николаус
Пауль Николаус Коссман (нем. Paul Nikolaus Cossmann; 6 апреля 1869, Москва — 19 октября 1942, Терезиенштадт) — немецкий публицист и редактор. Сын композитора Бернхарда Коссмана.
Родился во время работы своего отца в Московской консерватории. В юности интересовался музыкой, дружил с Гансом Пфицнером, впоследствии опубликовал о нём первый биографический очерк. Учился в Берлине, с 1893 г. жил в Мюнхене.
В 1903 г. основал и до 1933 г. возглавлял журнал «Süddeutsche Monatshefte». Выступал с правоконсервативных позиций, резко критикуя Версальский мир и политический режим Веймарской республики. В 1918 г. с предисловием Коссмана вышел, под названием «Один год русской революции» (нем. Ein Jahr russische Revolution), сокращённый перевод «Несвоевременных мыслей» Максима Горького. В 1925 г. оказался в центре скандального судебного процесса, когда публицист социал-демократического лагеря Мартин Грубер печатно заявил, что отстаиваемая Коссманом Легенда об ударе ножом в спину — объяснение поражения Германии в Первой мировой войне предательством левых сил в тылу — является вздорной и клеветнической. Коссман подал на Грубера в суд и в итоге выиграл дело: Грубер вынужден был заплатить 3000 рейхсмарок штрафа, а в общественном мнении укрепилась мысль о том, что справедливость версии о предательстве подтверждена решением суда.
Несмотря на свои правые взгляды, с приходом к власти нацистов Коссман как еврей по происхождению был отстранён от журналистской работы, а в 1938 г. арестован и помещён в концентрационный лагерь, где и погиб.